# Krechet

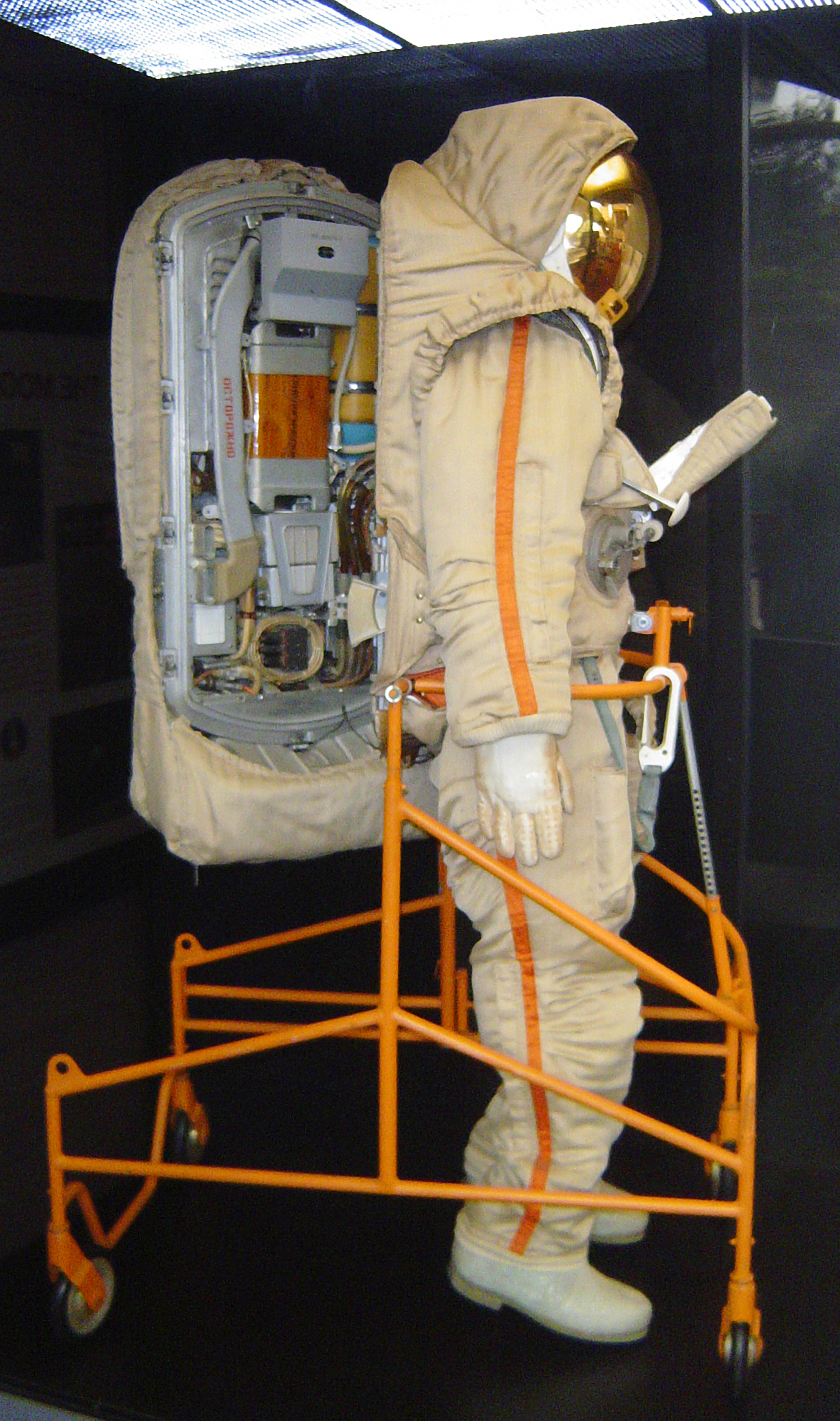
Traje Krechet

Krechet fue un modelo de traje espacial soviético diseñado por la compañía Zvezda para ser usado en la superficie lunar. Consistía de extremidades flexibles unidas a una unidad corporal rígida, con casco incluido. El tiempo máximo de operación del traje eran 10 horas.
La parte rígida disponía de una parte posterior que se podía abrir y por donde el astronauta entraba en el traje, el mismo método utilizado en los trajes Orlan utilizados en la estación espacial Mir y en la Estación Espacial Internacional.
La mochila contenía el sistema de soporte vital e iba integrada con el sistema de apertura del traje. El casco disponía de un visor recubierto de una lámina de oro para reflejar los rayos ultravioleta.